# Knud Bergslien

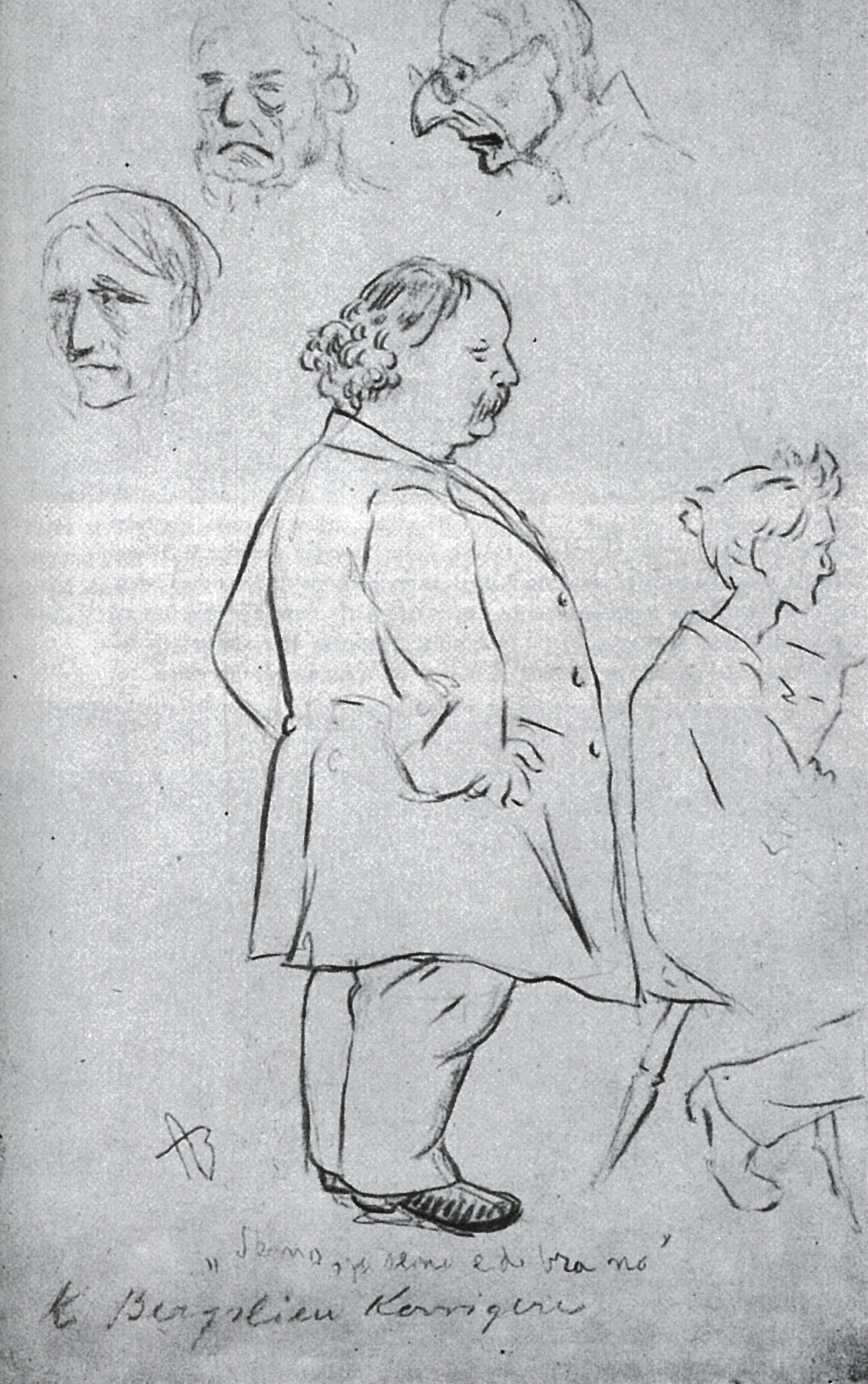
Bergslien dibujado por Andreas Bloch

Knud Larsen Bergslien (Voss, 15 de mayo de 1827 - Cristianía, 27 de noviembre de 1908) fue un pintor noruego.
Estudió arte en Amberes entre 1844 y 1852, en París entre 1850 y 1851, y finalmente en Düsseldorf desde 1855 hasta 1869. Knud Bergslien representó a menudo motivos de la vida popular, los paisajes rurales y la historia medieval de su país, además de retratos. Dirigió un tiempo la J.F. Eckersbergs malerskole en Cristianía, donde tuvo alumnos conocidos, como Christian Skredsvig, Edvard Munch, Harriet Backer, Lauritz Haaland y Halfdan Egedius. Su óleo Birkebeiner, que ilustra al rey Haakon IV al ser salvado cuando era niño, se cuenta entre sus obras más famosas. En el Palacio Real de Oslo se halla una pintura sobre la coronación de Óscar II en 1875. En la Nasjonalgalleriet se encuentran una pintura floral y un retrato de su autoría.
Era hermano del escultor Brynjulf Bergslien y tío del también pintor Nils Bergslien. Junto a la iglesia de Voss, su localidad natal, se halla un monumento dedicado a los tres artistas.